# 埃特纳街
. 

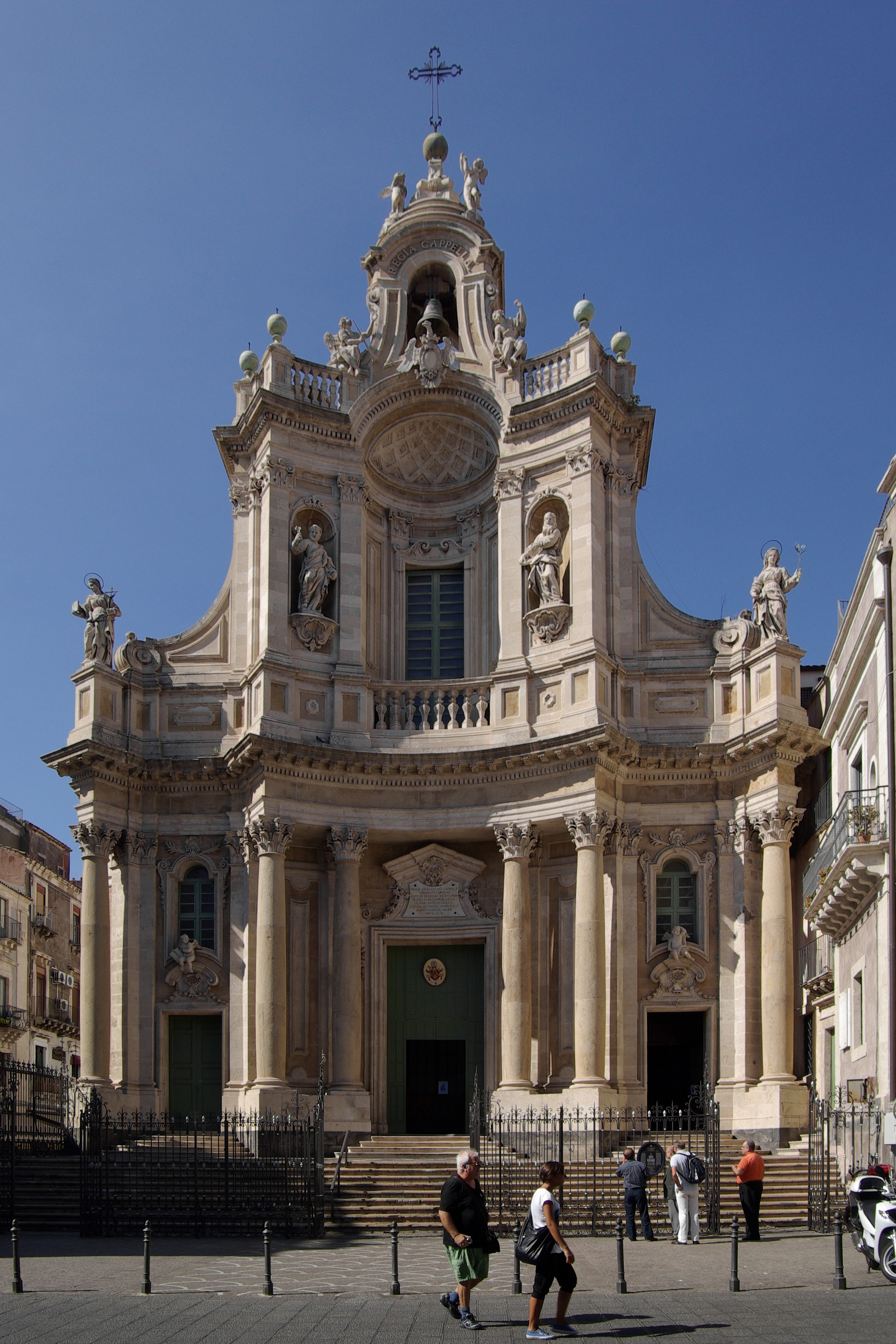
Stefano Ittar

埃特纳街（Via Etnea）是意大利西西里卡塔尼亚老城区的主要街道，南北走向，长约三公里。始于主教座堂广场，止于 Tondo Gioieni。

## 历史
埃特纳街开辟于17世纪末，毁灭性的1693年西西里地震之后。该事件几乎使该市夷为平地，大约三分之二的居民遇难。这条街当时名为乌泽达公爵街（via duca di Uzeda）。沿路修建西西里巴洛克风格的建筑，其中包括7座教堂。

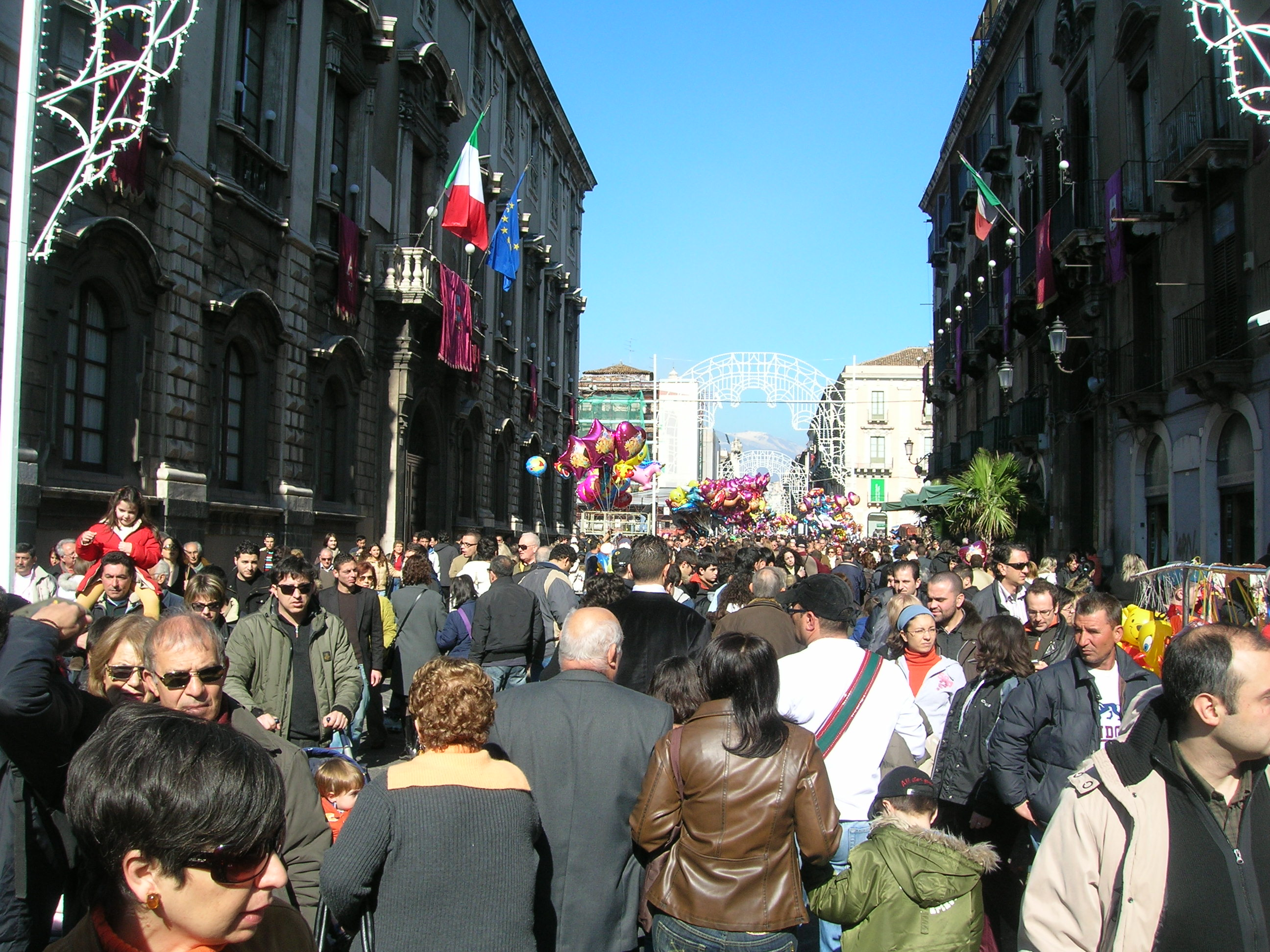
圣亚加大瞻礼期间的埃特纳街